# Reynaldo Güeldini
Reynaldo Güeldini (* 5. Januar 1954 in São Vicente (São Paulo)), gemäß anderen Quellen auch Reinaldo Güeldini bzw. Reinaldo Gueldini, ist ein ehemaliger brasilianischer Fußballspieler, der im Mittelfeld bzw. im Angriff eingesetzt wurde. Grob unterteilt spielte er in den 1970er-Jahren für 4 Vereine in seinem Heimatland Brasilien und in den 1980er-Jahren für 3 Vereine in Mexiko. Derzeit ist er als Fußballtrainer aktiv.

## Leben
Güeldini begann seine Profikarriere beim Itumbiara EC und spielte anschließend für Atlético Goianiense. Die zweite Hälfte der 1970er-Jahre verbrachte er in Rio de Janeiro, wo er zunächst beim America FC (RJ) und anschließend beim CR Flamengo unter Vertrag stand. Kurz vor seinem Weggang von Flamengo gewann er mit diesem Verein 1980 zum ersten Mal in der Vereinsgeschichte die brasilianische Fußballmeisterschaft.
1980 wechselte Güeldini in die mexikanische Liga, wo er zunächst für den Club Universidad de Guadalajara spielte, für den er in insgesamt 4 Spielzeiten insgesamt 46 Tore erzielte. Seine in dieser Hinsicht erfolgreichste Spielzeit war die Saison 1981/82, in der ihm 15 Treffer gelangen. Außerdem stand Güeldini in zwei Etappen beim CF Monterrey unter Vertrag, mit dem er im Sonderturnier México 86 zum ersten Mal in der Vereinsgeschichte der Rayados die mexikanische Fußballmeisterschaft gewann. Seine letzte Station war der Tampico-Madero FC, bei dem er seine aktive Laufbahn 1989 beendete.

## Erfolge
Flamengo Rio de Janeiro
- Meister von Brasilien: 1980
- Staatsmeisterschaft von Rio de Janeiro: 1978, 1979, 1979 (Sonderturnier)

Universidad de Guadalajara
- Mexikanischer Meister: México 86